# Eurysternus deplanatus
Eurysternus deplanatus är en skalbaggsart som beskrevs av Ernst Friedrich Germar 1824. Eurysternus deplanatus ingår i släktet Eurysternus och familjen bladhorningar. Inga underarter finns listade i Catalogue of Life.